# Dusona virgulata
Dusona virgulata là một loài tò vò trong họ Ichneumonidae.